# Magnolia silvioi
Espèce
Statut de conservation UICN

 EN B1ab(iii,v) : En danger
Magnolia silvioi est une espèce de plantes à fleurs de la famille des Magnoliacées. C'est un arbre endémique de Colombie.

## Description
C'est un arbre.

## Répartition et habitat
Cette espèce est endémique de Colombie. Elle vit dans la forêt tropicale humide et est souvent associée avec des arbres des genres Pouteria, Gustavia, Euterpe et Wettinia. Elle pousse sur des sols calcaire.